# Авария в Държавен металургичен завод „Ленин“
Аварията в Държавен металургичен завод „Ленин“ е тежка строителна авария на 29 май 1959 година, по време на строежа на нов прокатен цех в Държавния металургичен завод „Ленин“ в Перник.
Строежът на завода играе важна роля в пропагандата на комунистическия режим, която го превръща в основен символ на модернизацията на промишлеността в страната. По тази причина се полагат големи усилия за предсрочното завършване на прокатния цех, като на обекта са струпани голям брой работници и механизация и често се работи извънредно и без почивки. Монтажът на оборудването започва в единия край на сграда, докато строителните работи в другия край продължават. Макар строежът да не е напълно готов, вечерта на 29 май трябва да бъде проведено официално откриване с участието на висши функционери на режима.
Аварията става половин час преди края на работния ден на 21 септември 1950 година, когато срутването на една от покривните ферми предизвиква верижно срутване на почти цялата покривна конструкция на цеха. Под развалините са затрупани много работници и усилията за спасяването им продължават няколко часа. Шумът от масираното срутване се чува в съседните села, откъдето са много от работниците, и скоро на обекта се струпва тълпа от хора, търсещи близките си, като властите използват полицейски сили за въвеждане на ред. По официални данни на място загиват 7 души, а други 22 човека са тежко ранени и откарани в болници в Перник и София.
Аварията става основа на книгата на писателя Георги Марков „Покривът“, която остава непубликувана до смъртта му. Марков и режисьорът Вили Цанков обмислят заснемането на филм по случая, но това им е категорично забранено от цензурата, опасяваща се от тълкуване на инцидента като алегория на провала на режима.